# Чинови у Оружаним снагама Руске Федерације
Чинови у Оружаним снагама Руске Федерације су чинови које носе припадници Оружаних снага Руске Федерације. Чинови су у незнатно измијењеном облику наслијеђени од ознака чинова Совјетске армије. Такође, слично изгледу војних чинова, такве ознаке се користе и у другим структурама Руске Федерације у којима је прописано ношење униформе и постојање војних звања.
У разним руским државним службама се разликују изгледи еполетā, међутим разликују се и по својим звањима и то на двије групе:
- Бродска војна звања, која се користе у надводним и подводним снагама Војне поморске флоте, Обалске страже Пограничне службе ФСБ и поморских снага Росгвардије и
- Копнена војна звања, која се користе у Оружаним снагама Руске Федерације, службама Министарства за ванредне ситуације, Федералне службе безбједности, Вањске обавјештајне службе, Федералне службе заштите и других федералних структура у којима је федералним законима предодређена војна служба.

## Чинови

### Чинови војника/морнара и подофицира у Оружаним снагама Русије
| Звања војника/морнара и подофицира                         | Звања војника/морнара и подофицира | Звања војника/морнара и подофицира | Звања војника/морнара и подофицира | Звања војника/морнара и подофицира | Звања војника/морнара и подофицира | Звања војника/морнара и подофицира | Звања војника/морнара и подофицира | Звања војника/морнара и подофицира |
| ---------------------------------------------------------- | ---------------------------------- | ---------------------------------- | ---------------------------------- | ---------------------------------- | ---------------------------------- | ---------------------------------- | ---------------------------------- | ---------------------------------- |
| Еквивалентни чинови у КоВ и РВиПВО Војске Србије           | Војник                             | Десетар                            | Млађи водник                       | Водник                             | Старији водник                     | Старији водник I класе             | Заставник                          | Заставник I класе                  |
| Чинови копнених и ваздухопловних снага ОС Руске Федерације |                                    |                                    |                                    |                                    |                                    |                                    |                                    |                                    |
|                                                            | Војници и морнари                  | Војници и морнари                  | Нижи подофицири                    | Нижи подофицири                    | Нижи подофицири                    | Нижи подофицири                    | Виши подофицири                    | Виши подофицири                    |
| Снаге и службе Копнене војске РФ                           |                                    |                                    |                                    |                                    |                                    |                                    |                                    |                                    |
| Снаге и службе ВКС и ВДВ ОС РФ                             |                                    |                                    |                                    |                                    |                                    |                                    |                                    |                                    |
| Звање чина на руском језику                                | Рядовой                            | Ефрейтор                           | Младший сержант                    | Сержант                            | Старший сержант                    | Старшина                           | Прапорщик                          | Старший прапорщик                  |
| Дослован превод на српском                                 | Редов                              | Каплар                             | Млађи наредник                     | Наредник                           | Старији наредник                   | Старјешина                         | Заставник                          | Старији заставник                  |
| Чинови на радној униформи                                  |                                    |                                    |                                    |                                    |                                    |                                    |                                    |                                    |
| Чинови поморских снага ОС Руске Федерације                 |                                    |                                    |                                    |                                    |                                    |                                    |                                    |                                    |
| Изглед чинова на свакодневној униформи                     |                                    |                                    |                                    |                                    |                                    |                                    |                                    |                                    |
| Звање чина на руском језику                                | Матрос                             | Старший матрос                     | Старшина 2-й статьи                | Старшина 1-й статьи                | Главный старшина                   | Главный корабельный старшина       | Мичман                             | Старший мичман                     |
| Превод звања чинова у српском                              | Морнар                             | Старији морнар                     | Морнарички вођа II класе           | Морн. вођа I класе                 | Главни вођа                        | Гл. бродски вођа                   | Заставник                          | Старији заставник                  |

### Официрски чинови
| Официрска звања                                            | Официрска звања                                            | Официрска звања                                            | Официрска звања                                            | Официрска звања                                            | Официрска звања                                            | Официрска звања                                            | Официрска звања                                            | Официрска звања                                            | Официрска звања                                            | Официрска звања                                            | Официрска звања                                            | Официрска звања                                            |
| Чинови копнених и ваздухопловних снага ОС Руске Федерације | Чинови копнених и ваздухопловних снага ОС Руске Федерације | Чинови копнених и ваздухопловних снага ОС Руске Федерације | Чинови копнених и ваздухопловних снага ОС Руске Федерације | Чинови копнених и ваздухопловних снага ОС Руске Федерације | Чинови копнених и ваздухопловних снага ОС Руске Федерације | Чинови копнених и ваздухопловних снага ОС Руске Федерације | Чинови копнених и ваздухопловних снага ОС Руске Федерације | Чинови копнених и ваздухопловних снага ОС Руске Федерације | Чинови копнених и ваздухопловних снага ОС Руске Федерације | Чинови копнених и ваздухопловних снага ОС Руске Федерације | Чинови копнених и ваздухопловних снага ОС Руске Федерације | Чинови копнених и ваздухопловних снага ОС Руске Федерације |
| ---------------------------------------------------------- | ---------------------------------------------------------- | ---------------------------------------------------------- | ---------------------------------------------------------- | ---------------------------------------------------------- | ---------------------------------------------------------- | ---------------------------------------------------------- | ---------------------------------------------------------- | ---------------------------------------------------------- | ---------------------------------------------------------- | ---------------------------------------------------------- | ---------------------------------------------------------- | ---------------------------------------------------------- |
| Еквиваленти у КоВ и РВиПВО ВС                              | Потпоручник                                                | Поручник                                                   | Капетан                                                    | Капетан I класе                                            | Мајор                                                      | Потпуковник                                                | Пуковник                                                   | Бригадни генерал                                           | Генерал-мајор                                              | Генерал-потпуковник                                        | Генерал                                                    | нема сличног                                               |
|                                                            | Млађи официри                                              | Млађи официри                                              | Млађи официри                                              | Млађи официри                                              | Старији официри                                            | Старији официри                                            | Старији официри                                            | Виши фицири                                                | Виши фицири                                                | Виши фицири                                                | Виши фицири                                                | Виши фицири                                                |
| Снаге и службе Копнене војске РФ                           |                                                            |                                                            |                                                            |                                                            |                                                            |                                                            |                                                            |                                                            |                                                            |                                                            |                                                            |                                                            |
| Снаге и службе ВКС и ВДВ ОС РФ                             |                                                            |                                                            |                                                            |                                                            |                                                            |                                                            |                                                            |                                                            |                                                            |                                                            |                                                            |                                                            |
| Звање чина на руском језику                                | Младший лейтенант                                          | Лейтенант                                                  | Старший лейтенант                                          | Капитан                                                    | Майор                                                      | Подполковник                                               | Полковник                                                  | Генерал- майор                                             | Генерал- лейтенант                                         | Генерал- полковник                                         | Генерал- армии                                             | Маршал Российской Федерации                                |
| Превод звања на српском                                    | Млађи поручник                                             | Поручник                                                   | Старији поручник                                           | Капетан                                                    | Мајор                                                      | Потпуковник                                                | Пуковник                                                   | Генерал- мајор                                             | Генерал- поручник                                          | Генерал- пуковник                                          | Генерал армије                                             | Маршал Руске Федерације                                    |
| Чинови на радној униформи                                  |                                                            |                                                            |                                                            |                                                            |                                                            |                                                            |                                                            |                                                            |                                                            |                                                            |                                                            |                                                            |
| Чинови поморских снага ОС Руске Федерације                 |                                                            |                                                            |                                                            |                                                            |                                                            |                                                            |                                                            |                                                            |                                                            |                                                            |                                                            |                                                            |
| Еквиваленти у РФВС                                         | Потпоручник                                                | Поручник корвете                                           | Поручник фрегате                                           | Пор. бојног брода                                          | Капетан корвете                                            | Капетан фрегате                                            | Кап. бојног брода                                          | Комодор                                                    | Контра-адмирал                                             | Вице-адмирал                                               | Адмирал                                                    | нема сличног                                               |
| Изглед чинова на свакодневној униформи                     |                                                            |                                                            |                                                            |                                                            |                                                            |                                                            |                                                            |                                                            |                                                            |                                                            |                                                            | —                                                          |
| Нарукавне ознаке                                           |                                                            |                                                            |                                                            |                                                            |                                                            |                                                            |                                                            |                                                            |                                                            |                                                            |                                                            | —                                                          |
| Звање чина на руском језику                                | Младший лейтенант                                          | Лейтенант                                                  | Старший лейтенант                                          | Капитан- лейтенант                                         | Капитан 3-го ранга                                         | Капитан 2-го ранга                                         | Капитан 1-го ранга                                         | Контр- адмирал                                             | Вице- адмирал                                              | Адмирал                                                    | Адмирал- флота                                             | Маршал Российской Федерации                                |
| Превод звања чинова у српском                              | Млађи поручник                                             | Поручник                                                   | Старији поручник                                           | Капетан- поручник                                          | Капетан III ранга                                          | Капетан II ранга                                           | Капетан I ранга                                            | Контра- адмирал                                            | Вице- адмирал                                              | Адмирал                                                    | Адмирал флоте                                              | Маршал Руске Федерације                                    |